# Barguelonne-en-Quercy
Barguelonne-en-Quercy – gmina we Francji, w regionie Oksytania, w departamencie Lot. W 2013 roku liczba ludności wynosiła 693 mieszkańców. 
Gmina została utworzona 1 stycznia 2019 roku z połączenia trzech ówczesnych gmin: Bagat-en-Quercy, Saint-Daunès oraz Saint-Pantaléon. Siedzibą gminy została miejscowość Saint-Daunès. 